# Ravenna (Nebraska)
Ravenna je grad u američkoj saveznoj državi Nebraska. Prema popisu stanovništva iz 2010. u njemu je živjelo 1,360 stanovnika.